# Баранов, Виктор Викторович
Ви́ктор Ви́кторович Бара́нов (16 июня 1967, Панино) — российский боксёр полусредней весовой категории, выступал на профессиональном уровне в период 1990—2006. Неоднократно завоёвывал титул чемпиона России, владел титулом интернационального чемпиона ВБС, был претендентом на чемпионские пояса многих других организаций. В настоящее время работает тренером по боксу.

## Биография
Виктор Баранов родился 16 июня 1967 года в селе Панино, Воронежская область. Активно заниматься боксом начал в возрасте двенадцати лет, проходил подготовку у тренера Юрия Китаева. Был в числе первых профессиональных боксёров СССР, дебютировал на профессиональном ринге в сентябре 1990 года, победив по очкам Сергея Гуревича. В течение двух лет взял верх над многими советскими боксёрами, и в феврале 1992 года в бою против
Ахмеда Котиева впервые завоевал титул чемпиона России (первая полусредняя весовая категория). Год спустя уже вышел на международный уровень, боролся за вакантный пояс интернационального чемпиона по версии Всемирного боксёрского совета (ВБС), но в десятом раунде техническим нокаутом проиграл южноафриканцу Яну-Питу Бергману.
Позже Баранов поднялся в полусредний вес, в третий раз получил титул чемпиона России, а к декабрю 1994 года вышел на бой против итальянца Микеле Пиччирилло за звание интерконтинентального чемпиона по версии Международной боксёрской федерации (МБФ). Матч продлился все двенадцать раундов, после чего судьи единогласным решением оставили пояс у действующего чемпиона. В марте 1996 года Баранов вновь принимал участие в титульном бою, на кону опять стоял титул интернационального чемпиона ВБС. Российский боксёр сумел победить австралийца Грэма Чейни, серебряного призёра Олимпийских игр, техническим нокаутом в пятом раунде и завоевал тем самым самый значимый трофей в своей карьере.
В январе 1997 года Баранов претендовал на титул чемпиона Европы по версии Европейского боксёрского союза (ЕБС), тем не менее, действующий чемпион Сёрен Сённергор из Дании оказался слишком серьёзным для него соперником — поражение техническим нокаутом в седьмом раунде. В ноябре 1998 года дрался против интернационального чемпиона Октая Уркала, но тот в равном поединке победил судейским решением. Последующие несколько лет выступал преимущественно в Германии и Великобритании, участвовал в титульных боях второстепенного значения, получил известность как крепкий джорнимен, хотя часто проигрывал далеко не самым сильным противникам. В 2003 году вернулся в Россию и вновь стал чемпионом страны в первом полусреднем весе. Продолжал боксировать среди профессионалов вплоть до 2006 года, а в апреле 2007-го после показательного выступления на арене воронежского цирка объявил о завершении карьеры спортсмена.
Всего на профессиональном уровне Виктор Баранов провёл 68 боёв, 35 раз был победителем (в том числе 9 досрочно), 30 раз проиграл, в трёх случаях была зафиксирована ничья. Ныне работает тренером по боксу в воронежской детско-юношеской спортивной школе № 14. Окончил Воронежский государственный институт физической культуры. Женат, есть две дочери.